# TV Wetzlar
Der TV Wetzlar (Turnverein Wetzlar 1847 e. V.) ist mit rund 2700 Mitgliedern der zweitgrößte Sportverein in Wetzlar nach der Sektion Wetzlar des Deutschen Alpenvereins mit 5.288 Mitgliedern.

## Geschichte
Der TV Wetzlar wurde 1847 gegründet.

### Volleyball
Die Volleyballabteilung wurde 1965 gegründet. Die Frauen spielten seit 1971 in der höchsten deutschen Liga und gehörten 1976 zu den Gründungsmitgliedern der ersten Bundesliga. Nach drei Jahren mit jeweils vierten Plätzen zog man sich 1979 zurück. 1995 gelang der Wetzlarer Frauen der Aufstieg in die zweite Bundesliga Süd, in der sie 1998 Meister wurden und in die erste Bundesliga aufstiegen. Nach dem sofortigen Wiederabstieg und einer weiteren Saison in der zweiten Bundesliga Süd zog man sich 2000 erneut vom Leistungssport zurück.

### Handball
Die Feldhandball-Abteilung der Männer spielte ab 1933 in der erstklassigen Handball-Gauliga Hessen. 1934 konnte die Liga erstmals gewonnen werden, Wetzlar qualifizierte sich dadurch für die Deutsche Feldhandball-Meisterschaft 1933/34, schied dort aber bereits in der Vorrunde aus. 1938 wurde der Verein nochmals Gaumeister, bei der anschließenden  Deutschen Meisterschaft war Wetzlar jedoch erneut chancenlos und beendete die Gruppenphase als Letzter.

## Abteilungen
Beim TV Wetzlar werden in zehn Abteilungen folgende Sportarten angeboten:
- Badminton
- Basketball
- Fechten
- Handball
- Leichtathletik
- Schwimmsport
- Turnen
- Volleyball
- Walking
- Wandern